# Domesticazione delle piante
La domesticazione delle piante è la selezione operata dall'uomo su un certo numero di specie vegetali giudicate più utili rispetto alla massa delle piante selvatiche, quando è iniziata l'agricoltura. Le specie vegetali che seguono questo iter di selezione vengono dette "piante domesticate" risultando così differenti dalle piante selvatiche d'origine. Importante è anche la terminologia utilizzata, in quanto "addomesticazione" risulta una definizione impropria in ambito botanico; essa si riferisce infatti più a contesti animali, mentre per le piante si predilige il termine "domesticazione", anche per differenziarne il processo
I centri di origine delle varie specie, noti come "centri di Vavilov" in onore del botanico russo Nikolaj Ivanovič Vavilov, sono aree geografiche in cui una determinata pianta è stata inizialmente domesticata e dove si trova la massima diversità genetica della specie.

## Epoche e siti

### Le otto prime colture
Nei siti del Vicino Oriente è stato individuato un numero ridotto di specie vegetali domestiche (otto), che sostituirono con l'introduzione dell'agricoltura le più numerose varietà delle specie selvatiche raccolte.
La selezione avvenne probabilmente inizialmente in forma inconsapevole, con la raccolta preferenziale di esemplari che presentavano caratteristiche vantaggiose (semi più grandi e spighe ancora intere nei cereali, ad esempio) e per mezzo della scelta del momento della mietitura o raccolta (germinazione più rapida e contemporanea). Le mutazioni erano favorite dal fatto che si trattava di specie autoimpollinanti e si diffusero grazie alla protezione degli esemplari mutati per mezzo delle pratiche di coltivazione, che ne annullavano lo svantaggio evolutivo. Le specie domestiche furono quindi diffuse anche in zone dove mancavano i loro progenitori selvatici.

### La macinazione dei semi
L'usanza di macinare i semi delle piante selvatiche risale addirittura al Paleolitico inferiore; dopo un lungo periodo di "manipolazione" delle piante selvatiche (che agli inizi venivano raccolte soprattutto per la paglia usata per tetti, muri con fango, vestiti, cesterie, giacigli, tappeti), consistente nella loro raccolta e nell'immagazzinamento, si arrivò, intorno alla metà dell'VIII millennio a.C., alla domesticazione di cereali (soprattutto il farro) e leguminose, in una vasta area compresa tra l'Anatolia orientale, l'Iraq settentrionale, la Palestina e l'Iran occidentale. Tra il VII e il VI millennio a.C. le stesse innovazioni compaiono nell'Africa settentrionale e iniziano a diffondersi nel continente europeo. Nell'Asia sudorientale, la coltivazione del riso compare in un'area compresa tra la Cina e la Thailandia, nel IV millennio a.C.; scavi condotti nella seconda metà del XX secolo hanno inoltre permesso di datare la comparsa del maiale domestico e le prime opere di irrigazione in Nuova Guinea allo stesso periodo. Nel Nuovo Mondo il passaggio a un'economia di produzione sembra compiersi, in alcune aree del Messico e del Perù, tra il VII e il IV millennio a.C.

## Storia dell'addomesticamento delle piante, ovvero la Rivoluzione neolitica

### La rivoluzione neolitica
Solo una piccola parte delle piante è commestibile per noi umani. La maggior parte della biomassa è formata da foglie e legno che non riusciamo a digerire. Selezionando e coltivando quelle poche specie eduli, le cose sono cambiate.

Alla fine di questo processo un ettaro di terra coltivata riesce a dare sostentamento a molte più persone di quanto non riesca a dare a cacciatori-raccoglitori un ettaro di foresta vergine (da 10 a 100 volte).
Anche la domesticazione degli animali ha aiutato l'uomo a produrre più cibo in quattro modi: fornendo latte, carne, concime e forza motrice.

Mappa del Mondo mostrante approssimativamente i centri di origine dell'agricoltura, e la sua diffusione nella preistoria: USA orientale (4000-3000 a.C.), Messico centrale (5000-4000 a.C.), Ande centrosettentrionali (5000-4000 a.C.), Africa Sub-sahariana (5000-4000 a.C., non noto il luogo esatto), la Mezzaluna fertile (11000 a.C.), i bacini dello Yangtze e del Fiume Giallo (9000 a.C.) e gli altipiani della Nuova Guinea (9000-6000 a.C.). Non è mostrato un proposto centro di origine in Amazzonia (Lathrap 1977)

Altri motivi a favore dell'agricoltura
- I cacciatori-raccoglitori furono obbligati al nomadismo in quanto tendevano a spogliare eccessivamente il territorio in cui si trovavano e quindi dovevano spostarsi spesso in territori non ancora sfruttati[4]
- In conseguenza di ciò si ebbe una maggior distanza tra le gravidanze nei cacciatori-raccoglitori (in media 4 anni, per permettere al nuovo nato di camminare insieme alla tribù),[5]
- Caccia e raccolta rendevano difficile un surplus alimentare anche per il problema della conservazione degli alimenti, non tanto fattibile in quanto i cacciatori mancavano di silos (peraltro conservare carne è ben più complesso che conservare cereali).[6]

L'addomesticamento fu graduale, un lento processo di tentativi ed errori. Inizialmente poi la scoperta di piante idonee alla coltivazione ed appetibili al palato fu quasi sempre un fatto casuale.
Furono necessari migliaia di selezioni ed incroci (ed un numero ancora superiore di fallimenti) per addomesticare le piante di uso comune. Le principali piante selezionate in epoca preistorica furono circa una cinquantina e riguardavano cereali, leguminose, radici, tuberi e cucurbitacee. È difficile oggigiorno rendersene bene conto ma vi è una grandissima differenza in sapore ed in grandezza tra una pianta nella varietà selvatica e la stessa nella varietà addomesticata.
In seguito furono domesticate piante perenni e piccoli alberi tra cui i meli e gli ulivi. Alcune piante non furono domesticate se non recentemente come la noce macadamia e la noce americana.
Vi sono aree del mondo in cui la domesticazione avvenne con specie autoctone ed altre (Europa occidentale, Valle dell'Indo ed Egitto) in cui la domesticazione di piante e animali avvenne con successo solo dopo che vi fu la diffusione di piante ed animali addomesticati altrove:

### Aree del mondo in cui la domesticazione avvenne con specie autoctone
Le Aree del mondo in cui la domesticazione avvenne con specie autoctone sono state:
| Paese                          | Piante                    | Animali              | Data più antica     |
| ------------------------------ | ------------------------- | -------------------- | ------------------- |
| Mezzaluna fertile              | grano, piselli, olivo     | pecora, capra        | 8500 a.C.           |
| Cina                           | riso, miglio              | maiale, baco da seta | prima del 7500 a.C. |
| Mesoamerica                    | mais, fagioli, zucca      | tacchino             | prima del 3500 a.C. |
| Ande ed Amazzonia              | patate e manioca          | lama, cavia          | prima del 3500 a.C. |
| USA orientali                  | girasole, chenopodio      | nessuno              | 2500 a.C.           |
| Sahel                          | sorgo, riso africano      | gallina faraona      | prima del 5000 a.C. |
| Africa equatoriale occidentale | igname, palma             | nessuno              | prima del 3000 a.C. |
| Etiopia                        | caffè, teff               | nessuno              | non nota            |
| Nuova Guinea                   | canna da zucchero, banana | nessuno              | 7000 a.C. (?)       |

N.B. esistono ancora alcuni dubbi sulla domesticazione in Sahel, Africa equatoriale, Etiopia e Nuova Guinea.

### Aree del mondo con domesticazione di piante e animali alloctone
Le aree del mondo ove la domesticazione di piante e animali avvenne con successo solo dopo che vi fu la diffusione di piante ed animali addomesticati altrove furono:
| Paese              | Piante            | Animali         | Data più antica | Dopo l'introduzione di: |
| ------------------ | ----------------- | --------------- | --------------- | ----------------------- |
| Europa occidentale | papavero, avena   | nessuno         | 6000-3500 a.C.  | grano                   |
| Valle dell'Indo    | sesamo, melanzana | bovini asiatici | 7000 a.C.       | grano, orzo             |
| Egitto             | sicomoro, chufa   | asino, gatto    | 6000 a.C.       | grano, orzo             |

Dalla sovrascritta tabella può sembrare strano vedere come iniziatori della agricoltura territori che poi sono passati in secondo piano per ricchezza sul pianeta (pensiamo alla mezzaluna fertile, alla Mesoamerica, Ande, Amazzonia).
Quindi l'agricoltura e l'allevamento non furono un'invenzione europea, ma furono portati all'esterno grazie e a specie non indigene (parliamo ovviamente del grano); solo in un secondo tempo i contadini europei riuscirono a domesticare una specie locale, ovvero il papavero e l'avena, che si diffuse poi in oriente.
In natura delle circa 200.000 specie vegetali che potrebbero essere domesticate, pochissime rispondono allo scopo; moltissime sono legnose, non producono frutti commestibili etc… Solo poche migliaia sono commestibili e solo poche centinaia sono state domesticate. Attualmente l'80 % del raccolto annuo sulla terra è composto da:
- 5 cereali (grano, mais, riso, orzo, sorgo)
- 1 legume (soia)
- 3 tuberi (patata, manioca e patata dolce)
- 2 piante zuccherine (barbabietola e canna da zucchero)
- 1 pianta da frutto (banana)

### I motivi e i tempi di una rivoluzione
I fattori che hanno fatto pendere la bilancia a favore degli agricoltori (invece dei cacciatori-raccoglitori) sono stati:
- estinzione: man mano che cresce il numero e l'abilità dei cacciatori, diminuisce il numero di animali e quindi la caccia diviene sempre più difficile
- i cambiamenti climatici, che favorirono la diffusione delle specie selvatiche di cereali a svantaggio di specie selvatiche non addomesticabili
- crescenti successi tecnologici in aree utili per la vita agricola (ad esempio, che senso avrebbe darsi all'agricoltura se non fosse possibile costruire silos o mietere il grano?),
- all'aumentare della popolazione, aumenta l'efficienza della raccolta di cibo, che a sua volta aumenta la raccolta di cibo... tutto questo nel mondo agricolo. Nel mondo dei cacciatori è vero il contrario.
- quindi le comunità di agricoltori divennero numerose, quelle di cacciatori, piccole. Inevitabilmente gli agricoltori vinsero e scacciarono i cacciatori, in quanto mangiavano di più e soprattutto erano in tanti. Col tempo gli agricoltori, grazie alla possibilità di avere un surplus alimentare a disposizione, sarebbero stati in grado di mantenere anche un potere centrale con una classe militare e artigiani che producevano armi ottenute con migliori tecniche estrattive e migliori tecniche di forgia (ovvero ferro e acciaio).[6]

È interessante il ritmo di addomesticazione dei vegetali nel mondo:
- 8000 a.C. compare l'agricoltura nella Mezzaluna fertile
- 6500 a.C. raggiunge Grecia, Cipro e Subcontinente indiano
- 6000 a.C. raggiunge l'Egitto
- 5400 a.C. raggiunge l'Europa Orientale
- 5200 a.C. raggiunge la Spagna meridionale
- 3500 a.C. raggiunge la Gran Bretagna

Per migliaia di anni quindi l'agricoltura fu la principale occupazione per la razza umana.
Il Medio Oriente era particolarmente indicato per queste specie; il clima secco estivo conduceva all'evoluzione di piante annuali a grandi semi, e la varietà delle altitudini portò ad una grande varietà di specie. Non appena l'addomesticamento prese piede, gli uomini cominciarono il loro passaggio da società di caccia e raccolta a società stanziale agricola. Questo cambiamento avrebbe infine portato, 4000 o 5000 anni dopo, alle prime città-stato e all'avvento della civiltà stessa.
In diverse parti del mondo molte specie diverse furono domesticate. Nelle Americhe Jíicama, amaranto, mais e fagioli formarono il cuore della dieta. In Asia Orientale riso, e soia furono le principali coltivazioni. Alcune zone del mondo come l'Australia non hanno mai visto Specie locale domesticate.
Durante i millenni molte specie domesticate sono diventate totalmente diverse dai loro antenati naturali. I semi di cereali hanno ora una taglia che è dozzine di volte quella dei loro primitivi antenati. Un simile cambiamento è capitato tra la fragola selvatica e la fragola domestica.